# オッタヴィアーノ駅
オッタヴィアーノ (Ottaviano)は、ローマ地下鉄のA線にある駅の一つで、1980年に開業した地下駅である。また、1999年まではA線の終点であった。
駅はプラーティ地区（リオーネ）のジューリオ・チェーザレ通り (viale Giulio Cesare) とオッタヴィアーノ通り (via Ottaviano) とバルレッタ通り (via Barletta) の交差点に位置する。
駅のアトリウムでは、アルテメトロ・ローマ賞のモザイク画が展示されている。それらの作者は日本の高橋秀とイギリス人ジョー・ティルソンである。これらのモザイクの写真はquiにて見られる。
2006年から駅はC線を建設するために考古学的遺跡に干渉した。

## 周辺
- バチカン (Città del Vaticano)
  - サン・ピエトロ大聖堂 (Basilica di San Pietro)
  - サン・ピエトロ広場 (Piazza San Pietro)
- コンチリアツィオーネ通り (via della Conciliazione)
- リソルジメント広場 (Piazza del Risorgimento)
- ボルゴ地区 (Rione Borgo)
- プラーティ地区 (Rione Prati)
  - クイリーティ広場 (Piazza dei Quiriti)
- ジューリオ・チェーザレ劇場 (Teatro Giulio Cesare)
- カンディア通り (Via Candia)

## 施設
駅には以下の施設がある:
- 切符売場